# Arbeitskopie

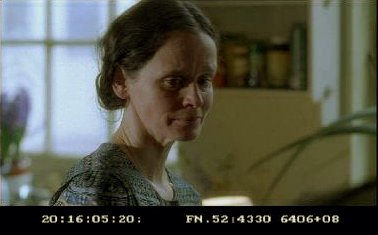
Szene einer digital erstellten Arbeitskopie. Der Timecode links beginnt mit dem Kennzeichen der Filmrolle; rechts der Keykode.

Als Arbeitskopie (englisch: workprint) wird im analogen Filmschnitt das erste verfügbare Kopienmaterial der originalen Bild- und Tonaufnahmen bezeichnet, aus dem der Filmeditor, alleine oder zusammen mit dem Filmregisseur und/oder dem Filmproduzenten, den Film montiert und bearbeitet. Die abgenommene Rohschnittversion eines Films, die bis zur Endfassung im Rahmen des Feinschnitts nochmals überarbeitet wird, heißt Schnittkopie. Im Zuge der vollständigen Digitalisierung des Schnittprozesses wirkt der Begriff „Arbeitskopie“ inzwischen veraltet und wird nur noch selten bei aktuellen Filmproduktionen verwendet.
Die Arbeitskopie besteht aus den Mustern, das sind die ersten Positive ab Kamera-Original beziehungsweise Umspielungen des Tons. Normalerweise werden Arbeitskopien der Öffentlichkeit nicht zugänglich gemacht und nach der Mischung vernichtet.
Traditionell bestehen Bild und Ton aus Kinefilm und Magnetfilm. Dabei gibt es meist einen Bildstreifen und drei Tonstreifen für Dialog, Geräusche und Musik. Die Arbeitskopie ist voll von Markierungen und Spleißen. Um vorführbare Streifen zu erhalten, werden bei Großproduktionen so genannte Abklatsche, das sind schwarzweiße Duplikate auf Direktumkehrfilm, von der Arbeitskopie erstellt. Solcher Film bringt zwar unzureichenden Kontrast mit sich, kann aber mit gewöhnlichem Positiventwickler bearbeitet werden, wodurch ein Abklatsch entsprechend kostengünstig ist. Die mit der Musik und ihrer Synchronisierung zum Bild beschäftigten Techniker sowie Trickspezialisten für aufwändige Szenen erhalten einen Abklatsch. Heute sind Arbeitskopien in der Regel digitale Dateien.
Arbeitskopien waren gelegentlich Quellen für illegale Vorabveröffentlichungen von Filmen im Internet, beispielsweise in Tauschbörsen. Während das Filmmaterial hochwertig ist, können Effekte und Nachbearbeitungen fehlen, häufig ist noch die Filmlaufzeit im Bild eingeblendet. Aufsehen erregte 2005 die Veröffentlichung einer Arbeitskopie des Films Star Wars: Episode III – Die Rache der Sith, der zum Kinostart des Films im Usenet veröffentlicht wurde. 2009 wurde der Film X-Men Origins: Wolverine etwa vier Wochen vor Kinostart aus den Filmstudios gestohlen.